# Malé Stínky
Malé Stínky (německy Klein Zinken) jsou zaniklá samota, která stávala jižně od Rytířova na dohled od Rychnova. Po odsunu Němců v roce 1945 se místo již nepodařilo znovu osídlit. Správní obcí býval Rychnov. Asi 2,5 kilometru jižněji stávala osada Velké Stínky. Zachovala se pouze kaplička, viditelná od silnice.

## Obyvatelstvo
|           | 1869 | 1880 | 1890 | 1900 | 1910 | 1921 | 1930 | 1950 |
| --------- | ---- | ---- | ---- | ---- | ---- | ---- | ---- | ---- |
| Obyvatelé | 20   | 13   | 15   | 11   | 10   | .    | 12   | .    |
| Domy      | 2    | 2    | 2    | 2    | 2    | 2    | 2    | 2    |